# Сингх, Мандип
Мандип Сингх (хинди मनदीप सिंह; род. 25 января 1995, Джаландхар, Пенджаб) — индийский хоккеист на траве, нападающий команды «Дели Вэйврайдерс» и сборной Индии. Бронзовый призёр Олимпийских игр.

## Биография
Мандип Сингх родился 25 января 1995 года в Джаландхаре.
Начал заниматься хоккеем в пятилетнем возрасте, последовав за своим братом. Изначально он хотел играть в крикет, но когда увидел, как брат играет в хоккей, его мнение изменилось.
Владеет хинди, панджаби и английским.

## Карьера
Сингх в ранние годы играл в хоккейной академии Сурджит, которая находится в его родном городе Джаландхар.
16 декабря 2012 года Сингх был приглашён на первый в истории аукцион хоккейной лиги Индии, и за 13 тысяч долларов был куплен командой «Ранчи Райнос». Он дебютировал за «Носорогов» (англ. Rhinos) 16 января 2013 года против «Пенджаб Уорриорз» в Ранчи. Мандип забил второй гол на 50-й минуте игры, и «Райнос» победили со счётом 2:1. Затем он забил второй гол в сезоне в следующем матче против «Мумбаи Мэджиканс» 18 января 2013 года на хоккейном стадионе Астротёрф в Ранчи на 22-й минуте игры, а его клуб победил со счётом 3:1. Затем Сингх забил свой третий гол в сезоне 23 января 2013 года в ворота «Дели Вэйврайдерс» на 60-й минуте матча; однако «Райноз» проиграли со счётом 4:5. Затем он оформил первый дубль в карьере 26 января 2013 года против «Уттар Прадеш Визардс», отличившись на 58-й и 67-й минутах матча. Команда победила со счётом 3:1. 28 января 2013 в матче против «Мумбаи Мэджиканс» отличился победным голом и был признан лучшим игроком матча.
Сингх 2 февраля 2013 года забил гол на 34-й минуте в ворота «Пенджаб Уорриорс», а игра закончилась вничью (1:1). Затем он забил свой последний гол в регулярном сезоне 4 февраля 2013 года в ворота «Пенджаб Уорриорз» на хоккейном стадионе Сурджит на 62-й минуте игры, а «Рэнчи Райнос» выиграли со счётом 3:2.
Затем Сингх сыграл свой первый матч за «Носорогов» в плей-офф хоккейной лиги Индии 9 февраля 2013 года против команды из штата Уттар Прадеш, отличился двумя голами и помог команде выйти в финал Хоккейной лиги Индии. 10 февраля 2013 года его команда победила в финале «Дели Вэйврайдерс» и стала чемпионом.
По окончании сезона Сингх выиграл приз Понти Чадха Хоккейной лиги Индии лучшему новичку турнира. Сингх забил десять голов в тринадцати матчах и стал вторым среди лучших бомбардиров турнира.
После великолепного выступления в сезоне хоккейной лиги Индии в 2013 году Сингх дебютировал за национальную сборную Индии по хоккею на траве 18 февраля 2013 года во втором раунде Мировой хоккейной лиги против Фиджи, в котором Индия разгромила соперников со счётом 16:0. Сингх забил свой первый международный гол 20 февраля 2013 года в ворота Омана, а сборная выиграла со счётом 9:1.
В 2014 году получил травму подколенного сухожилия в матче против «Дели Вэйврайдерс». В том же году он участвовал на чемпионате мира в Гааге, где Индия вылетела уже в 1/8 финала.
Принял участие на юниорском чемпионате мира 2016 года в Лакхнау, где Индия завоевала золото. В сезоне 2016/2017 завоевал бронзу Финала Мировой лиги в Бхубанешваре.
В 2018 году принял участие на втором для себя чемпионате мира в Бхубанешваре, где Индия дошла до четвертьфинала. В том же году завоевал серебро на Трофее чемпионов в Бреде. Стал бронзовым призёром Азиатских игр в Джакарте.
В 2020 году участвовал в Про-лиге Международной федерации хоккея на траве, где сборная Индии стала четвёртой.
Принял участие на летних Олимпийских играх 2020 года в Токио. Сборная Индии в групповом этапе одержала 4 победы и вышла в плей-офф со второго места. В четвертьфинале индийцы победили Великобританию со счётом 3:1, однако затем уступили будущим олимпийским чемпионам Бельгии 3:5. В матче за бронзу Индия победила Германию со счётом 5:4, впервые с московской Олимпиады в 1980 году завоевав медаль в хоккее на траве. Мандип Сингх отличился одним голом на турнире.